# Aéroport international de Belgorod
L'aéroport international de Belgorod (russe : Международный Аэропорт Белгород) 
(code IATA : EGO • code OACI : UUOB) est un aéroport desservant la ville russe de Belgorod, situé à 4 kilomètres au nord de la ville. Il a été fondé en 1954.

## Compagnies aériennes et destinations

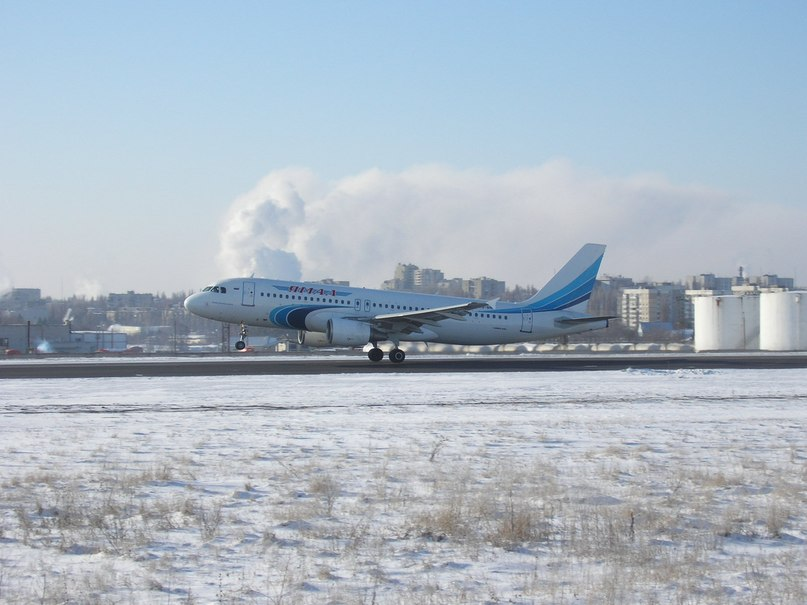
Airbus A-320 sur une piste de l'aéroport de Yamal à Belgorod

| Compagnies        | Destinations                              |
| ----------------- | ----------------------------------------- |
| Aeroflot          | Moscou-Cheremetievo                       |
| Gazpromavia       | Novy Ourengoï, Noïabrsk, Nyagan           |
| Komiaviatrans     | Saint-Petersbourg                         |
| Nordwind Airlines | Moscou-Cheremetievo , En saison : Antalya |
| Pegas Fly         | Charter saisonnier: Phuket                |
| Pobeda            | Moscou-Vnoukovo                           |
| RusLine           | Moscou-Domodedovo, Iékaterinbourg         |
| UTair Aviation    | Moscou-Vnoukovo                           |
| UVT Aero          | Kazan                                     |

Note : au 11 janvier 2017